# Son Vic
Son Vic és una antiga possessió al terme municipal de Campos, Mallorca que confrontava amb Son Nicolauet, Son Xorc, Son Gueu i Son Rei. El 1701 pertanyia a Bartomeu Obrador i era al lloc denominat es Redol d'en Ginard. Tenia cases i era dedicada al conreu de cereals.
Les cases de la possessió estan organitzades en forma d'"L". La façana principal està orientada a llevant. Compta amb un portal forà rodó, adovellat i emblanquinat. A la seva esquerra hi ha un coll de cisterna adossat a la paret, cobert per una capella que dibuixa un arc apuntat. Rere el dipòsit, hi ha un portal d'arc rodó cegat. Al damunt s'obren dues finestres amb ampit. L'altra ala, destinada a finalitats agrícoles, presenta dues entrades, una a través d'un arc rodó molt antic, i l'altra amb un portal de llinda. Entre ambdues entrades hi ha una rafa.